# Fator de crescimento e diferenciação-9
O Fator de crescimento e diferenciação 9 (GDF9) é uma proteína que, em humanos, é codificada pelo gene GDF9.
Fatores de crescimento produzidos por células somáticas ovarianas influenciam diretamente o crescimento e a função dos ovócitos. O fator de crescimento e diferenciação 9 (GDF9) é expresso em ovócitos e acredita-se ser essencial para a foliculogênese ovariana. O GDF9 pertence à superfamília do fator de crescimento transformador beta (TGFβ) [en].

## Fator de Crescimento e Diferenciação 9 (GDF9)
O fator de crescimento e diferenciação 9 (GDF9) é um fator de crescimento derivado do ovócito, pertencente à superfamília do fator de crescimento transformador β (TGF-β). Ele é altamente expresso no ovócito e exerce uma influência crucial sobre as células somáticas circundantes, especialmente as células da granulosa, do cúmulo e da teca. As interações parácrinas entre o ovócito em desenvolvimento e as células foliculares ao seu redor são fundamentais para a progressão adequada do folículo e do ovócito. O GDF9 é indispensável para os processos de foliculogênese, oogênese e ovulação, desempenhando um papel central na fertilidade feminina.

## Via de sinalização
O GDF9 atua por meio de dois receptores nas células que circundam o ovócito, ligando-se ao receptor de proteína morfogenética óssea tipo 2 (BMPRII) e, posteriormente, utilizando o receptor de TGF-β tipo 1 (ALK5). A ativação do receptor permite a fosforilação e ativação das proteínas SMAD. As proteínas SMAD são fatores de transcrição encontrados em vertebrados, insetos e nematoides, sendo os substratos intercelulares de todas as moléculas de TGF-β. O GDF9 ativa especificamente as proteínas SMAD2 e SMAD3, que formam um complexo com a SMAD4, uma parceira comum de todas as proteínas SMAD, que então se desloca para o núcleo para regular a expressão gênica.

## Papel na foliculogênese

### Desenvolvimento folicular inicial
Em muitas espécies de mamíferos, o GDF9 é essencial para o desenvolvimento folicular inicial por meio de sua ação direta nas células da granulosa, promovendo proliferação e diferenciação. A deleção do gene GDF9 resulta em ovários menores, interrupção do desenvolvimento folicular no estágio de folículo primário e ausência de corpos lúteos. A capacidade proliferativa das células da granulosa é significativamente reduzida, limitando a formação de mais de uma camada de células da granulosa ao redor do ovócito em desenvolvimento. Qualquer formação de células somáticas após a camada primária é atípica e assimétrica. Normalmente, o folículo se tornaria atrésico e degeneraria, mas isso não ocorre, destacando a anormalidade dessas células de suporte. A deficiência de GDF9 também está associada à regulação positiva de inibinas. A expressão normal de GDF9 permite a regulação negativa de inibinas, promovendo a capacidade do folículo de progredir além do estágio primário.
A exposição in vitro de tecido ovariano de mamíferos ao GDF9 promove a progressão do folículo primário. O GDF9 estimula o crescimento de folículos pré-antrais, prevenindo a apoptose das células da granulosa. Isso pode ocorrer pelo aumento da expressão de receptores de hormônio folículo-estimulante (FSH) ou como resultado da sinalização pós-receptor.
Algumas raças de ovelhas apresentam uma gama de fenótipos de fertilidade devido a oito polimorfismos de nucleotídeo único (SNPs) na região codificante do GDF9. Um SNP no gene GDF9, resultando em uma mudança de aminoácido não conservativa, foi identificado, sendo que ovelhas homozigotas para esse SNP eram inférteis e não apresentavam crescimento folicular.

### Desenvolvimento folicular tardio
Característico das fases tardias do desenvolvimento folicular é o aparecimento das células do cúmulo. O GDF9 promove a expansão das células do cúmulo, um processo característico do desenvolvimento folicular normal. O GDF9 induz a síntese de hialuronan synthase 2 (Has2) e suprime a síntese de mRNA do ativador de plasminogênio tipo uroquinase (uPA) nas células da granulosa. Isso permite a formação de uma matriz extracelular rica em ácido hialurônico, possibilitando a expansão das células do cúmulo. O silenciamento da expressão de GDF9 resulta na ausência de expansão das células do cúmulo, destacando o papel integral da sinalização de GDF9 na alteração das enzimas das células da granulosa e, consequentemente, na expansão das células do cúmulo nas fases tardias da foliculogênese.

## Papel na oogênese e ovulação

### Papel na oogênese
A ausência de GDF9 causa alterações fisiopatológicas no próprio ovócito, além de anormalidades foliculares graves. Os ovócitos atingem tamanho normal e formam uma zona pelúcida, embora os organelos se tornem agrupados e os grânulos corticais não se formem. Em ovócitos deficientes em GDF9, a capacidade meiótica é significativamente alterada, com menos da metade progredindo para metáfase 1 ou 2, e uma grande porcentagem de ovócitos apresenta ruptura anormal da vesícula germinativa. Como as células do cúmulo circundam o ovócito durante o desenvolvimento e permanecem com ele após a ovulação, a expressão de GDF9 nas células do cúmulo é importante para criar um microambiente ideal para o ovócito. O fenótipo alterado observado em ovócitos deficientes em GDF9 provavelmente resulta da falta de contribuição das células somáticas nas fases tardias da foliculogênese.

### Papel na ovulação
O GDF9 é necessário pouco antes do pico de hormônio luteinizante (LH), um evento crucial para a ovulação. Antes do pico de LH, o GDF9 suporta a função metabólica das células do cúmulo, permitindo a glicólise e a biossíntese de colesterol. O colesterol é um precursor de muitos hormônios esteroides essenciais, como a progesterona. Os níveis de progesterona aumentam significativamente após a ovulação para apoiar as fases iniciais da embriogênese. Em folículos pré-ovulatórios, o GDF9 promove a produção de progesterona por meio da estimulação da via de sinalização do receptor de prostaglandina EP2.

## Expressão alterada de GDF9 em humanos

### Mutações no GDF9
Mutações no GDF9 estão presentes em mulheres com insuficiência ovariana prematura, além de mães de gêmeos dizigóticos. Três mutações missense específicas no GDF9, GDF9 P103S, GDF9 P374L e GDF9 R454C, foram identificadas, embora a GDF9 P103S esteja presente tanto em mulheres com gêmeos dizigóticos quanto em mulheres com insuficiência ovariana prematura. Dado que a mesma mutação está associada a um fenótipo poliovulatório e à falha na ovulação, acredita-se que essas mutações alterem a taxa de ovulação, em vez de aumentá-la ou diminuí-la especificamente. A maioria dessas mutações está localizada na região pró do gene que codifica o GDF9, uma área essencial para a dimerização e, consequentemente, para a ativação da proteína codificada.

### Relação com a síndrome dos ovários policísticos (SOP)
A SOP é responsável por cerca de 90% da infertilidade por anovulação, afetando 5-10% das mulheres em idade reprodutiva. Em mulheres com SOP, o mRNA de GDF9 está reduzido em todas as fases do desenvolvimento folicular em comparação com mulheres sem SOP. Em particular, os níveis de GDF9 aumentam à medida que o folículo se desenvolve de estágios primordiais para estágios mais maduros. Mulheres com SOP apresentam expressão significativamente menor de GDF9 nos estágios primordiais, primários e secundários da foliculogênese. A expressão de GDF9 não é apenas reduzida, mas também atrasada em mulheres com SOP. Apesar desses fatos, a relação exata do GDF9 com a SOP não está bem estabelecida.

## Interação sinérgica
A proteína morfogenética óssea 15 (BMP15) é altamente expressa no ovócito e nas células foliculares circundantes, contribuindo significativamente para a foliculogênese e a oogênese. Assim como o GDF9, o BMP15 pertence à superfamília TGF-β. Diferenças na ação sinérgica de BMP15 e GDF9 parecem ser dependentes da espécie. BMP15 e GDF9 atuam de maneira aditiva para aumentar a proliferação mitótica em células da granulosa de ovelhas, embora o mesmo efeito não seja observado em células da granulosa bovinas. O silenciamento do gene BMP15 em camundongos resulta em fertilidade parcial, mas com aparência histológica normal do ovário. No entanto, quando combinado com o silenciamento de um alelo do gene GDF9, os camundongos tornam-se completamente inférteis devido à insuficiência na foliculogênese e morfologia alterada das células do cúmulo. Camundongos com esse genoma também não liberam ovócitos, resultando em ovócitos presos nos corpos lúteos. Esse fenótipo está ausente em camundongos com silenciamento de GDF9 e presente apenas em uma pequena população de camundongos com silenciamento de BMP15. Isso revela a relação sinérgica entre GDF9 e BMP15, onde o silenciamento de ambos os genes resulta em um desfecho mais grave do que o silenciamento de qualquer um dos genes isoladamente. Acredita-se que quaisquer efeitos cooperativos de GDF9 e BMP15 sejam modulados pelo receptor BMPRII.
O GDF9 desempenha um papel importante no desenvolvimento de folículos primários no ovário. Ele tem um papel crítico no crescimento das células da granulosa e das células da teca [en], bem como na diferenciação e maturação do ovócito.
O GDF9 está relacionado a diferenças na taxa de ovulação e na cessação prematura da função ovariana, desempenhando, portanto, um papel significativo na fertilidade.
O receptor de superfície celular por meio do qual o GDF9 gera um sinal é o receptor tipo II de proteína morfogenética óssea (BMPR2 [en]).